# اوکونویلرز
اوکونویلرز (به فرانسوی: Auchonvillers) یک کمون در فرانسه است که در دپارتمان  سم در او-دو-فرانس واقع شده‌است. اوکونویلرز ۵٫۷۲ کیلومتر مربع مساحت و ۱۳۸ نفر جمعیت دارد و ۱۵۸ متر بالاتر از سطح دریا واقع شده‌است.